# Kūryeh
Kūryeh (persiska: کوریه) är en ort i Iran.   Den ligger i provinsen Gilan, i den nordvästra delen av landet, 260 km nordväst om huvudstaden Teheran. Kūryeh ligger 394 meter över havet och antalet invånare är 158.
Terrängen runt Kūryeh är kuperad åt nordost, men åt sydväst är den bergig. Terrängen runt Kūryeh sluttar österut. Runt Kūryeh är det ganska tätbefolkat, med 134 invånare per kvadratkilometer. Närmaste större samhälle är Fūman, 16,2 km öster om Kūryeh. I omgivningarna runt Kūryeh växer i huvudsak blandskog.